# İlküvez, Çaybaşı
İlküvez là một xã thuộc huyện Çaybaşı, tỉnh Ordu, Thổ Nhĩ Kỳ. Dân số thời điểm năm 2010 là 4.998 người.